# Muralha de Constantino (Dácia)

A Muralha de Constantino (Brazda lui Novac) em verde pontilhado, seguindo de sudoeste a nordeste, no centro deste mapa. Em vermelho, a Limes Transalutanus.

Muralha de Constantino (em romeno:  Brazda lui Novac) é uma fronteira romana (limes) na moderna Romênia. Segundo alguns historiadores, como Alexandru Madgearu, seria a fronteira com a Ripa Gothica bizantina.
O valo da Muralha de Constantino começa em Drobeta, visível hoje em Ploiești. Existem evidências de que a extremidade oriental do valo era o rio Siret. Sua altura era de 3 metros e o fosso tinha dois metros de profundidade. Acredita-se que a muralha foi construída na época de Tibério Pláucio Eliano. Alguns historiadores, como Ioan Donat, datam a muralha no século I, ao passo que outros atribuem-lhe o ano de 322, já no reinado de Constantino I, de onde vem o seu nome.